# 新村 (長野県)
新村（にいむら）は長野県に存在した村（1875年10月25日-）。1954年8月1日に昭和の大合併で松本市に編入された。

## 沿革
- 1889年（明治22年）4月1日 - 町村制施行により東筑摩郡新村が村制施行し、新村が発足。
- 1954年（昭和29年）8月1日 - 松本市に編入され消滅。

## 歴史
- 1874年（明治7年）10月25日 - 筑摩県筑摩郡南新村・東新村・北新村・下新村・上新村が合併して新村となる。
- 1876年（明治9年）8月21日 - 長野県の所属となる。
- 1879年（明治12年）1月4日 - 郡区町村編制法の施行により、東筑摩郡の所属となる。
- 1889年（明治22年）4月1日 - 町村制の施行により、新村が単独で自治体を形成。
- 1954年（昭和29年）8月1日 - 松本市に編入。同日新村廃止。

## 行政
廃止時の村長：川久保博治（1951年6月14日就任）

## 教育
- 新村立新村小学校
- 組合立高綱中学校

## 名所
- 川久保踏切 - ドラマ『白線流し』の第4話、「裏切られたラブレター」で、園子（酒井美紀）が渉（長瀬智也）を松本電鉄の対向電車の中に見つけ、次の駅までひた走り2人が出会うのが、この踏切。誤解が誤解を生み、お互いの気持ちが揺れ動く中、園子が初めて自分の気持ちに素直に、勇気を振り絞って渉に向かい合った印象的なシーンでドラマ前半のハイライト。松電上高地線新村駅横。[1]